# 양승필
양승필(1992년 1월 3일 ~ )은 대한민국의 배우이다.

## 학력
- 건국대학교 영화전공

## 출연작

### 드라마
- 《무궁화 꽃이 피었습니다》 (2017년, KBS1) - 손주영 역
- 《하녀들》 (2014년, JTBC) - 바우 역
- 《상속자들》 (2013년, SBS) - 효준 역